# Vertrag von Norham (1209)
Im Vertrag von Norham kam es am 7. August 1209 zu einer Verständigung zwischen England und Schottland, mit der eine schwere politische Krise zwischen den beiden Reichen beigelegt wurde. Tatsächlich musste sich der schottische König Wilhelm I. dabei weitgehend dem englischen König Johann Ohneland unterwerfen.

## Vorgeschichte
Der schottische König Wilhelm hatte während seiner gesamten Herrschaft versucht, Northumberland und weitere nordenglische Gebiete zurückzugewinnen, auf die er 1157 hatte verzichten müssen. Nach einer militärischen Niederlage hatte er 1174 im Vertrag von Falaise die Lehnshoheit des englischen Königs anerkennen müssen. Diese konnte er 1189 durch eine Geldzahlung ablösen. Zu dem seit 1199 in England regierenden Johann Ohneland hatte Wilhelm ein angespanntes Verhältnis gehabt. Die Beziehungen zwischen den beiden Königen spitzten sich zu, nachdem der englische König im April 1208 die Verwaltung der Temporalien der vakanten Diözese Durham in Nordengland übernommen hatte. Im August 1208 bereiste der englische König Nordengland. Vermutlich während dieses Aufenthalts ordnete er den Bau einer Burg bei Tweedmouth an. Der Bau dieser an der Mündung des Tweed und damit unmittelbar an der Grenze zu Schottland gelegenen Befestigung war eine Provokation für die Schotten, da die Burg den freien Seezugang nach Berwick, die damals bedeutendste schottische Hafenstadt bedrohen konnte. Wilhelm schickte deshalb mindestens einmal, nach anderen Berichten sogar zweimal Soldaten über die Grenze, die die im Bau befindliche Befestigung zerstörten. Dabei sind die Berichte widersprüchlich, ob sie auch die Arbeiter an der Baustelle ermordeten. Eine wesentlich größere Bedrohung für den englischen König waren jedoch die Verhandlungen, die der schottische König mit dem französischen König Philipp II. führte. Vermutlich hatte der schottische König angeboten, eine seiner Töchter mit Philipp Hurepel, einem jüngeren Sohn des französischen Königs zu verheiraten. Der französische König hatte bis 1204 einen Großteil der französischen Besitzungen von Johann erobert, und seitdem versuchte dieser, diese zurückzugewinnen. Durch ein schottisch-französisches Bündnis wäre Johann an zwei Fronten bedroht gewesen. Der englische König war deshalb wohl fest entschlossen, den schottischen König als möglichen Gegner auszuschalten.

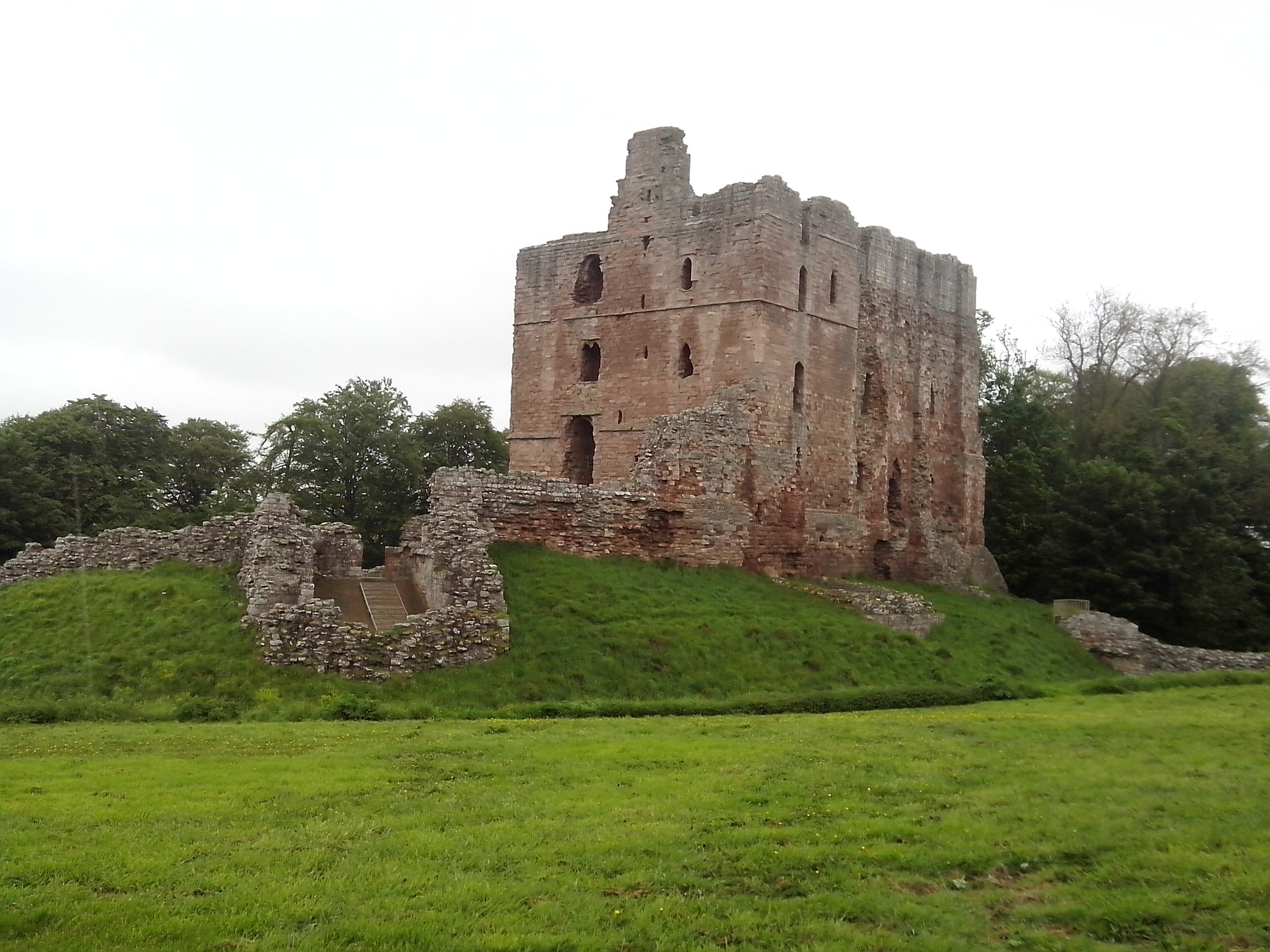
Der Keep von Norham Castle, wo sich Wilhelm I. und Johann Ohneland 1209 trafen

## Konfrontation und Verhandlungen an der Grenze
Der englische König zog im Frühjahr 1209 überraschend mit einem Heer nach Nordengland und erreichte vor dem 23. April Alnwick. Er schickte Gesandte nach Schottland, die den schottischen König in Roxburgh erreichten. Zunächst sollte ein Treffen der beiden Könige in Newcastle stattfinden, doch vermutlich trafen sich beiden Könige im April 1209 einmal in Bolton bei Alnwick und ein weiteres Mal in Norham. Der englische König verlangte die Übergabe mehrerer schottischer Burgen, was die Schotten entschieden ablehnten. Für das Treffen in Norham hatten beide Könige ein Heer aufgeboten, und um den 25. April gingen sie auseinander, ohne dass sich ihre Verhandlungspositionen angenähert hatten. Der schottische König lud daraufhin seine Magnaten für den 24. Mai zu einer Ratsversammlung nach Stirling ein. In dieser Versammlung wiesen die Schotten die englischen Forderungen erneut entschieden zurück. William Malveisin, der Bischof von St Andrews, Bischof Walter von Glasgow, William Comyn sowie Philip de Valognes überbrachten als Gesandte diese Antwort dem englischen König, der sie wütend entgegennahm. Um die Situation zu entspannen, sandte der schottische König anschließend den Bischof von St Andrews sowie den Abt von Melrose Abbey zu weiteren Verhandlungen nach England. Diese Gesandtschaft überschnitt sich mit einer englischen Gesandtschaft, bestehend aus dem Earl of Winchester und Robert de Ros, einem Schwiegersohn des schottischen Königs. Diese englische Gesandtschaft traf den schottischen König in Edinburgh. Daraufhin sandte der schottische König den Tempelritter William de Mortimer als neuen Gesandten nach England. Der Inhalt dieser Verhandlungen ist unbekannt, doch sie blieben offenbar erfolglos, da nun Bischof William von St Andrews zurückkehrte und berichtete, dass König Johann mit einer großen Armee nach Norden unterwegs war. Der schottische König bot daraufhin wieder ein Heer auf. Ende Juli standen sich beide Könige mit ihren Heeren bei Norham feindlich gegenüber. Wilhelm war zu dieser Zeit bereits ein alter Mann und in den letzten Monaten mehrfach krank gewesen. Das englische Heer war durch verbündete walisische Truppen unter Führung von Llywelyn ab Iorwerth, dem Fürsten von Gwynedd, sowie durch ausländische Söldner verstärkt und dem schottischen Heer klar überlegen. Angesichts dieser Lage entschloss sich der schottische König, nachzugeben. Am 25. Juli traf er sich mit dem englischen König, und nach weiteren Verhandlungen schloss er am 7. August 1209 mit dem englischen König den Vertrag von Norham.

## Vertragsbedingungen
Der Vertrag von Norham war weniger ein Vertrag zwischen den beiden Königen als eine Unterwerfung des schottischen Königs. Er musste dem englischen König innerhalb von zwei Jahren in vier Raten die stattliche Summe von 15.000 Mark zu zahlen, dazu musste er möglicherweise offiziell auf seine Ansprüche auf die nordenglischen Grafschaften verzichten. Zur Sicherheit mussten die Schotten fünfzehn hochrangige Geiseln stellen, darunter Margarete und Isabella, die beiden ältesten ehelichen Töchter von Wilhelm. Ob sie tatsächlich als Geiseln galten, ist umstritten, denn der englische König soll versprochen haben, sie bis zum Erreichen ihrer Volljährigkeit zu verheiraten. Dabei sollte eine von ihnen mit dem englischen Thronfolger verheiratet werden, nach anderen Angaben sollte auch die zweite Tochter mit einem Angehörigen der englischen Königsfamilie verheiratet werden. Im Gegenzug gewährte der englische König schottischen Kaufleuten das Recht auf freien Handeln in England. Vor allem sicherte der englische König dem schottischen König Frieden zu. Dazu sollte Tweedmouth Castle geschleift werden, doch als Entschädigung für die vorangegangenen Zerstörungen sollten die Schotten weitere £ 4000 zahlen. Schottland musste zwar keine strategisch wichtigen Burgen abtreten und der schottische König musste nicht dem englischen König huldigen und damit dessen Oberherrschaft anerkennen, doch faktisch unterstand Schottland erneut dem englischen König. Offenbar wurde der Vertrag hastig und im Geheimen aufgesetzt. Nur vier Zeugen, Bischof William von St Andrews und Philip de Valognes für die schottische Seite sowie Robert de Ros und Robert de Vieuxpont für die englische Seite, bezeugten den Vertrag.

## Folgen
Anscheinend noch in Norham huldigte der schottische Thronfolger Alexander dem englischen König für die Besitzungen der schottischen Könige in England. Am 16. August 1209 wurden die Königstöchter und die anderen Geiseln in Carlisle übergeben. Für Ende September 1209 hatte der schottische König eine Ratsversammlung nach Perth einberufen, die aufgrund schwerer Überschwemmungen aber nach Stirling verlegt wurde. Auf dieser Versammlung wurde offenbar beschlossen, wie Gelder für die in Norham vereinbarten Zahlungen aufgebracht werden sollten. Am 30. November 1209 erfolgte die Zahlung einer ersten Rate, und bis 1211 war der Großteil des Geldes gezahlt worden. Unter der Bedingung, dass die Geiseln weiterhin in England blieben, wurde die Zahlung der restlichen Summe offenbar erlassen. Auch wenn der schottische König über die demütigenden Vertragsbedingungen sicherlich verärgert war, stellte er bis zu seinem Tod keine Gefahr mehr für die Herrschaft des englischen Königs dar. Als 1210 mit Maud de Braose und Hugh de Lacy zwei Gegner von Johann Ohneland nach Schottland flohen, fanden sie dort keine Zuflucht. Stattdessen konnte der englische König auf die Unterstützung von Alan, dem Herrn der südwestschottischen Herrschaft Galloway zählen, der ihn mit Schiffen und Truppen bei seinem Feldzug nach Irland unterstützte. 1211 kam es in Nordschottland zur Rebellion von Guthred Macwilliam, die Wilhelm nicht niederschlagen konnte. Vermutlich bat er daraufhin den englischen König um Unterstützung. Im Februar 1212 kam es im nordenglischen Durham zu Verhandlungen, an denen zwar nicht der schottische König, aber dessen Frau, Königin Ermengarde aktiv teilnahm. Dabei wurde vermutlich im sogenannten Vertrag von Durham vereinbart, dass der Thronfolger Alexander mit einer Tochter von Johann Ohneland verheiratet und von diesem zum Ritter geschlagen werden sollte. Tatsächlich schlug der englische König den schottischen Thronfolger am 4. März 1212 in Clerkenwell zum Ritter. Anschließend kehrte Alexander mit einer Streitmacht ausländischer Söldner nach Schottland zurück, die ihm der englische König zur Verfügung gestellt hatte, und konnte die Rebellion der Macwilliams beenden. Der Vertrag von Durham hatte aber erneut gezeigt, dass der englische König faktisch die Oberhoheit über Schottland besaß. Die Heirat von Alexander mit einer Tochter des englischen Königs verzögerte sich aber, und auch die 1209 gestellten schottischen Geiseln einschließlich der beiden Königstöchter befanden sich weiterhin in der Gewalt des englischen Königs. Nach dem Tod von Wilhelm Ende 1214 wurde Alexander König der Schotten. Er verbündete sich mit den englischen Baronen, die gegen Johann Ohneland rebellierten, und unterstützte sie ab 1215 im Krieg der Barone, so dass es zum Krieg zwischen Schottland und England kam.
Nach dem Abschluss des Vertrags von York 1237 erhielten die Schotten die englischen Vertragsdokumente zurück. Da sie in den 1290er Jahren weder in Edinburgh noch in London vorhanden waren, hatten die Schotten die für sie herabsetzenden Dokumente vermutlich zerstört.

## Historische Bewertung
Der Ablauf der Verhandlungen ist nur durch den aus dem 15. Jahrhundert stammenden Bericht von Walter Bower bekannt, wobei Bower offenbar wenig über den Inhalt der Verhandlungen wusste. Auch über die wahrscheinlichen Verhandlungen zwischen Frankreich und Schottland sind nur indirekte, teils widersprüchliche Berichte vorhanden. Von dem Vertrag von Norham ist nur eine Kopie der Vereinbarung über die Geldzahlungen des schottischen Königs erhalten, der weitere Vertragsinhalt ist vor allem durch die teils widersprechenden Berichte verschiedener Chronisten bekannt. Mit dem Abschluss des Vertrags hatte der schottische König offiziell seine Unabhängigkeit und den Frieden bewahrt, doch durch die Vertragsbestimmungen war er vom Wohlwollen von Johann Ohneland abhängig geworden. Dabei war seine Abhängigkeit gegenüber Johann sogar größer als die Abhängigkeit gegenüber Heinrich II., den er nach dem Vertrag von Falaise als Lehnsherrn anerkannt hatte.